# Murray Islands, Queensland
Murray Islands är  en grupp öar i Australien. De ligger i delstaten Queensland, omkring 2 200 kilometer nordväst om delstatshuvudstaden Brisbane. Ögruppen omfattar öarna Murray Island,  Dauan Island och Waua Islet.
Savannklimat råder i trakten. Genomsnittlig årsnederbörd är 1 543 millimeter. Den regnigaste månaden är januari, med i genomsnitt 308 mm nederbörd, och den torraste är september, med 11 mm nederbörd.